# 치과기공사

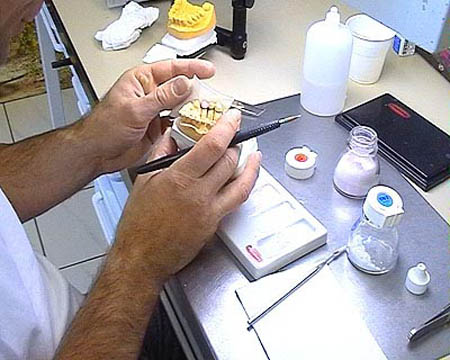
치과기공사가 관교의치를 만들고 있다.

치과기공사는 치과의 보철물을 만드는 전문 자격이다.

## 같이 보기
- 치의학